# Херман Ланг
Херман Ланг (на германски Hermann Lang) е бивш пилот от Формула 1.
Роден на 6 април 1909 година в Щутгарт, Германия.

## Формула 1
Херман Ланг прави своя дебют във Формула 1 в голямата награда на Швейцария през 1953 година. В световния шампионат записва 2 състезания, като успява да спечели две точки. Състезава се за отборите на Мазерати и Мерцедес.